# Lijst van rijksmonumenten in Bierum
De plaats Bierum telt 11 inschrijvingen in het rijksmonumentenregister. Hieronder een overzicht. 
| Object                                                                             | Oorspronkelijke functie? | Bouwjaar                                                                                        | Architect | Locatie                             | Coördinaten?                  | Nr.?  | Afbeelding        |
| ---------------------------------------------------------------------------------- | ------------------------ | ----------------------------------------------------------------------------------------------- | --------- | ----------------------------------- | ----------------------------- | ----- | ----------------- |
| Huis Luinga                                                                        | Woonhuis                 |                                                                                                 |           | Borgsingel 9                        | 53° 22' 52" NB, 6° 51' 44" OL | 9463  | Meer afbeeldingen |
| Gracht rond borgterrein Luinga en boogbrug daarover                                | Tuin, park en plantsoen  |                                                                                                 |           | bij Borgsingel 11                   | 53° 22' 48" NB, 6° 51' 38" OL | 9464  | Meer afbeeldingen |
| Sebastiaankerk                                                                     | Kerk en kerkonderdeel    | 1200-1225 (toren) 1225-1250 (schip) 1300-1350 (koor) mog. 15e eeuw (steunbeer) 1945-'50 (rest.) |           | Kerkstraat 1                        | 53° 22' 52" NB, 6° 51' 34" OL | 9465  | Meer afbeeldingen |
| Het Hoge Huis                                                                      | Woonhuis                 |                                                                                                 |           | Molenlaan 1                         | 53° 22' 58" NB, 6° 51' 43" OL | 9467  | Meer afbeeldingen |
| Drie wierden                                                                       | Archeologisch monument   | ca. begin jaartelling                                                                           |           | Lutjeburen                          | 53° 21' 26" NB, 6° 53' 35" OL | 45586 | Drie wierden      |
| Wierde                                                                             | Archeologisch monument   | ca. begin jaartelling                                                                           |           | Klein Wierum                        | 53° 22' 1" NB, 6° 53' 13" OL  | 45587 | Upload foto       |
| Terrein met een wierde en restanten van een middeleeuws klooster (Nieuwenklooster) | Archeologisch monument   | ca. begin jaartelling (wierde)                                                                  |           | Jukwerderweg                        | 53° 20' 43" NB, 6° 50' 48" OL | 45590 | Upload foto       |
| Wierde (Krewerd)                                                                   | Archeologisch monument   | ca. begin jaartelling                                                                           |           | Kerkpad                             | 53° 21' 18" NB, 6° 50' 52" OL | 45591 | Upload foto       |
| Wierde (Spijk)                                                                     | Archeologisch monument   | ca. begin jaartelling                                                                           |           | 't Loug                             | 53° 23' 25" NB, 6° 50' 13" OL | 45592 | Upload foto       |
| Restanten van de Luingaborg                                                        | Archeologisch monument   | 13e eeuw                                                                                        |           | bij Borgsingel 11                   | 53° 22' 50" NB, 6° 51' 40" OL | 45593 | Upload foto       |
| Drie wierden                                                                       | Archeologisch monument   | ca. begin jaartelling                                                                           |           | Uiteinderweg bij boerderij Uiteinde | 53° 22' 16" NB, 6° 52' 46" OL | 47526 | Upload foto       |